# دو زهينيو
دو زهينيو (بالصينية: 杜震宇)، من مواليد 10 فبراير 1983 في شينيانغ في الصين، لاعب كرة قدم صيني.
بدأ مسيرته الكروية مع نادي تشانغتشونغ ياتاي في عام 2001، وهو يلعب معهم حتى الآن.
منذ عام 2006 وهو يلعب مع منتخب الصين لكرة القدم.

## مسيرته الكروية
لعب دو زهينيو خلال مسيرته الاحترافية مع ناديين في تسعة عشر موسمًا وسجل خلالها 87 هدفًا ضمن 346 مباراة. ولم يفز بأي موسم بالكأس وفاز في موسم واحد بالدوري.
خاض دو زهينيو مسيرته مع نادي تشانغتشون ياتاي في موسم 2001 في المرة الأولى ليلعب معه اثنا عشر موسمًا ثم في موسم 2015 ليلعب معه أربعة مواسم، مشاركًا طوالها في 291 مباراة سجل خلالها 81 هدفًا. ثم انتقل إلى نادي تيانجين تيدا في موسم 2012 واستمر معه طيلة ثلاثة مواسم، حيث شارك في 55 مباراة سجل خلالها 6 أهداف.

## روابط خارجية
- دو زهينيو على موقع قاعدة بيانات كرة القدم.إي يو (الإنجليزية)
- دو زهينيو على موقع ناشيونال فوتبول تيمز (الإنجليزية)
- دو زهينيو على موقع Soccerway.com (الإنجليزية)
- دو زهينيو على موقع كووورة
- دو زهينيو على موقع اللجنة الأولمبية الصينية (الإنجليزية)